# Draw the Line (album d'Aerosmith)
Pour les articles homonymes, voir Draw the Line.
Albums de Aerosmith
Rocks
(1976) Night in the Ruts
(1979)
Singles
1. Draw the Line
Sortie : 6 octobre 1977
2. Kings and Queens
Sortie : 21 février 1978
3. Get It Up
Sortie : 1978

Draw the Line est le 5e album studio du groupe de hard rock américain Aerosmith. Il est sorti le 1er décembre 1977 sur le label CBS Records en Europe et chez Columbia Records en Amérique du Nord. Il fut produit par Jack Douglas (en) et le groupe.

## Historique
Draw the Line est l'un des premiers albums du groupe accouché dans la douleur. Le groupe est épuisé par les excès en tous genres et la cadence effrénée imposée par leur gérant. Ils alternent, en effet, les sessions d'enregistrement avec les participations en tête d'affiche des plus grands festivals américains (voir la vidéo Live Texas Jam 78, devant plus de 150 000 personnes).
Afin de mener à bien l'enregistrement de cet album, le fidèle Jack Douglas toujours aux manettes, choisira de les isoler dans un couvent désaffecté à Armonk dans l'état de New-York, spécialement aménagé en studio d'enregistrement avec l'aide du studio mobile du studio Record Plant new-yorkais, pour les besoins du groupe. Une foule de chansons inédites, dont certaines figurent sur l'excellente Pandora's Box de 1991 verront le jour, composés par les 3 musiciens restants (Brad, Tom & Joey), Steven et Joe étant la plupart du temps aux abonnés absents. Un jour Steven préfère en effet, s'entrainer à tirer au revolver dans l'une des tours isolées du couvent; le jour d'après c'est Joe Perry qui rate les séances, prétextant la perte d'une unique cassette contenant 6 nouveaux enregistrements. Le paroxysme sera atteint pendant les séances de Night in the Ruts et l'affaire du 'verre de lait' : Madame Hamilton renversant accidentellement son verre sur Madame Perry provoquant une furieuse empoignade, Joe claquera la porte et partira fonder The Joe Perry Project. Steven Tyler, quelques années plus tard, ironisera sur cette affaire en disant que le groupe de tous les excès s'était séparé à cause...d'un simple verre de lait.
Cet album se classa à la 11e place du Billboard 200 aux États-Unis et à la 10e place des charts canadiens. Par contre toujours aucune percée dans les charts en Europe. Il sera certifié disque de platine (1 000 000 d'exemplaires) treize jours après sa sortie et double disque de platine en 1996 aux États-Unis et disque d'or au dès sa sortie au Canada.

## Liste des titres
Face 1
| No | Titre               | Auteur                                 | Durée |
| -- | ------------------- | -------------------------------------- | ----- |
| 1. | Draw the Line       | Steven Tyler, Joe Perry                | 3:44  |
| 2. | I Wanna Know Why    | Tyler, Perry                           | 3:09  |
| 3. | Critical Mass       | Tyler, Tom Hamilton, Jack Douglas (en) | 4:51  |
| 4. | Get It Up           | Tyler, Perry                           | 4:02  |
| 5. | Bright Light Fright | Perry                                  | 2:18  |

Face 2
| No | Titre               | Auteur                                               | Durée |
| -- | ------------------- | ---------------------------------------------------- | ----- |
| 6. | Kings and Queens    | Tyler, Hamilton, Joey Kramer, Brad Whitford, Douglas | 4:55  |
| 7. | The Hand That Feeds | Tyler, Hamilton, Kramer, Whitford, Douglas           | 4:20  |
| 8. | Sight for Sore Eyes | Tyler, Perry, Douglas, David Johansen                | 3:55  |
| 9. | Milk Cow Blues      | Kokomo Arnold / arrangements par Aerosmith           | 4:13  |

## Musiciens
Aerosmith
- Steven Tyler : chant, harmonica, piano sur Kings And Queens, chœurs sur Bright Light Fright
- Joe Perry: guitare solo, guitare rythmique sur Kings and Queens, I Wanna Know Why, The Hand That Feeds, guitare slide et second solo sur Milk Cow Blues, chant sur Bright Light Fright
- Brad Whitford : guitare rythmique, guitare solo sur "Kings and Queens, I Wanna Know Why et The Hand That Feeds, premier solo sur Milk Cow Blues
- Tom Hamilton : basse
- Joey Kramer : batterie, percussions

Musiciens additionnels
- Stan Bronstein : saxophone sur Bright Light Fright et I Wanna Know Why.
- Scott Cushnie : piano sur I Wanna Know Why, Kings and Queens et Critical Mass.
- Jack Douglas: mandoline sur Kings And Queens.
- Paul Prestopino : guitare acoustique et banjo guitare sur Kings And Queens.
- Karen Lawrence : chœurs sur Get It Up.

## Charts et certifications
| Pays       | Durée du classement | Meilleur classement |
| ---------- | ------------------- | ------------------- |
| Canada     | 17 semaines         | 10e                 |
| France     | 17 semaines         | 6e                  |
| États-Unis | 20 semaines         | 11e                 |

| Année | Single           | Chart           | durée du classement | Position |
| ----- | ---------------- | --------------- | ------------------- | -------- |
| 1977  | Draw the Line    | Hot 100         | 11 semaines         | 42e      |
| 1977  | Draw the Line    | RPM Top Singles | 9 semaines          | 38e      |
| 1978  | Kings and Queens | Hot 100         | 5 semaines          | 70e      |
| 1978  | Kings and Queens | RPM Top Singles | 3 semaines          | 77e      |

| Pays       | Certification | Ventes      | Date       |
| ---------- | ------------- | ----------- | ---------- |
| Canada     | Or            | 50 000 +    | 01/12/1977 |
| États-Unis | 2 × Platine   | 2 000 000 + | 16/08/1996 |